# Eduardo Dominé
Eduardo Dominé (Arrecifes, Provincia de Buenos Aires, 25 de febrero de 1968) es un ex-baloncestista profesional argentino. Muy identificado tanto con Quilmes de Mar del Plata como con Obras Sanitarias,  disputó 16 temporadas en la Liga Nacional de Básquet de Argentina, actuando en 718 partidos en los que anotó un total de 10.146 puntos. Su especialidad eran los triples, siendo en cinco ocasiones el líder de triples anotados de la temporada de LNB. En concreto encestó 1945 tiros de tres puntos, marca sólo superada hasta la fecha por los 2273 triples de Leo Gutiérrez.
Fue también jugador de la selección de básquet de Argentina, llegando a participar, entre otros torneos, del Campeonato Mundial de Baloncesto de 1994. 
Actualmente es dirigente de Quilmes de Mar del Plata, el club que lo formó durante su juventud.

## Trayectoria
Toda la carrera de baloncestista profesional de Dominé se desarrolló en la Liga Nacional de Básquet de Argentina. En sus 16 temporadas en actividad vistió sólo tres camisetas: la de Quilmes de Mar del Plata, la de Obras Sanitarias y la de Ciclista de Junín. Lógicamente ello lo llevó a inscribir récords con sus respectivos equipos: es el máximo goleador histórico en LNB tanto de Quilmes (4344 puntos) como de Obras (5314 puntos), siendo también el jugador que más triples convirtió para ambos clubes en la competición más importante del baloncesto argentino, marcas personales que hasta la fecha no han sido superadas por otro jugador.
Tras retirarse en 2007 de la práctica profesional del deporte luego de haber jugado sus últimas dos temporadas para Ciclista de Junín, Dominé reapareció en 2009 fichado por Quimsa como refuerzo para la Liga Sudamericana de Clubes, torneo que acabó con su equipo en el segundo lugar.

### Clubes
| Club                     | País      | Año         |
| ------------------------ | --------- | ----------- |
| Quilmes de Mar del Plata | Argentina | 1986 - 1998 |
| Obras Sanitarias         | Argentina | 1998 - 2005 |
| Ciclista de Junín        | Argentina | 2005 - 2007 |
| Quimsa                   | Argentina | 2009        |

## Selección nacional
Dominé fue miembro de los seleccionados juveniles de baloncesto de Argentina, llegando a actuar como capitán del combinado nacional que obtuvo la medalla de bronce en el Campeonato Sudamericano de Baloncesto de Cadetes de 1985 desarrollado en la ciudad peruana de Piura.
Posteriormente también jugaría con la selección absoluta en cuatro torneos oficiales: el Campeonato Sudamericano de Baloncesto de 1993 -en donde el equipo terminó como subcampeón detrás de Brasil-, el Campeonato FIBA Américas de 1993 -en el cual los argentinos se ubicaron terceros tras ganarles a los brasileños en el partido por el acceso al podio-, los Juegos de la Buena Voluntad de 1994 -en el que el equipo terminó quinto-, y el Campeonato Mundial de Baloncesto de 1994 -en el que el equipo terminó noveno. Además en 1994 disputó otros certámenes de carácter amistoso como el Torneo Acrópolis en Grecia y la Copa Córdoba en España como parte de los partidos de preparación para la cita mundialista.[cita requerida]